# Vjekoslav Huzjak

Wappen von Vjekoslav Huzjak

Vjekoslav Huzjak (* 25. Februar 1960 in Jalžabet, SR Kroatien, Jugoslawien) ist Bischof von Bjelovar-Križevci.

## Vita
Vjekoslav Huzjak wurde in Jalžabet in der kroatischen Gespanschaft Varaždin im Jahre 1960 geboren. Die Grundschule besuchte Huzjak in seinem Geburtsort. Es folgte der weiterführende Schulbesuch im erzbischöflichen Gymnasium des Erzbistums Zagreb.
Das theologisch-philosophische Studium absolvierte Huzjak von 1980 bis 1986 an der Katholischen Fakultät in Zagreb. Ebenda wurde Huzjak am 29. Juni im Alter von 26 Jahren im Erzbistum Zagreb zum Priester geweiht. Als Kaplan war Vjekoslav Huzjak von 1986 bis 1991 im kroatischen Marienwallfahrtsort von Marija Bistrica pastoral tätig. Er setzte seine theologischen Studien im Jahre 1993 in Rom, dort zunächst an der Gregoriana, fort und erlangte ebenda sein Postdiplom. Im Fachgebiet Theologie erlangte Huzajak am 16. Juni 1995 den Magister, danach am Päpstlichen Orientalischen Institut am 24. Juni 1996 den Magister im Ostkirchenrecht.
Im Jahr 1997 erfolgte seine Inkardination für das Bistum Varaždin. Ab 1999 war Huzjak im Sekretariat der Kroatischen Bischofskonferenz, ab 2000 als Hauptsekretär der Kroatischen Bischofskonferenz. Vjekoslav Huzjak spricht neben seiner kroatischen Muttersprache, ebenfalls Englisch und Französisch. Seine Dissertation hatte den Titel „Die theologisch-geistige Kultur- und Lehrtätigkeit Papst Johannes Paul II. im Hinblick auf den Christlichen Osten“. Am 5. Dezember 2009 wurde Vjekoslav Huzjak durch Papst Benedikt XVI. zum ersten Bischof des Bistums Bjelovar-Križevci ernannt. Die Bischofsweihe spendete ihm am 20. März 2010 der Erzbischof von Zagreb, Josip Kardinal Bozanić; Mitkonsekratoren waren der Apostolische Nuntius in Kroatien, Erzbischof Mario Roberto Cassari, und der Bischof von Varaždin, Josip Mrzljak.